# Richard Huckle
Pour les articles homonymes, voir Huckle.
Richard William Huckle, né le 14 mai 1986 et mort le 13 octobre 2019, est un ancien enseignant, délinquant sexuel, condamné et assassiné. 
Il a été arrêté par la National Crime Agency britannique après une dénonciation de la police australienne et reconnu coupable de 71 chefs d'accusation d'agressions sexuelles graves contre des enfants alors qu'il vivait en Malaisie.
Ce qui est également devenu apparent pendant le procès, c'est l'ampleur des mesures prises par Huckle pour trouver des victimes, notamment en emmenant les enfants en excursion d'une journée depuis les orphelinats et en escortant les enfants à la maison après leur propre fête d'anniversaire. Huckle est même allé jusqu'à créer un registre de ses abus et se donner ce qu'il a appelé des « points Paedo » en fonction de l'ampleur des abus subis par chaque victime.

## Condamnation
Le procès a commencé à The Old Bailey le 1er juin 2016 et a duré jusqu'au 3 juin 2016. Le juge chargé de l'affaire, Peter Rook, a déclaré que Huckle devrait s'attendre à aller en prison pendant très longtemps, en raison de la gravité de ce qui a été commis.
Alors que les médias britanniques ont largement soutenu la condamnation de Huckle, la presse 
malaisienne a déclaré que la punition n'était pas assez sévère, avec des déclarations telles que « mille ans ne suffisent pas », « Nous sommes horrifiés que le démon sexuel [Huckle] pourra comparaître devant une commission des libérations conditionnelles après vingt-trois ans », et « ce monstre pourrait sortir dans vingt-quatre ans ».

## Critiques
L'Agence nationale contre la criminalité a été critiquée par le gouvernement malaisien et par un certain nombre d'organisations caritatives de protection de l'enfance en Malaisie, pour leur traitement de l'affaire. Des agents de la NCA se sont rendus en Malaisie pour engager des organisations caritatives locales, qui ont organisé des ateliers de protection de l'enfance dans la communauté où vivait Huckle, mais ils n'ont pas été informés de la gravité de ses crimes. Le gouvernement malaisien a déclaré publiquement qu'il aimerait avoir plus de détails sur les victimes afin qu'elles puissent offrir des conseils.
Après que la gravité des crimes de Huckle a été connue, le gouvernement malais a mis en place une ligne d'assistance téléphonique pour que les gens puissent appeler s'ils ont des informations sur Huckle ou s'ils ont eux-mêmes été maltraités.

## Mort
Le 13 octobre 2019, Huckle est retrouvé poignardé dans sa cellule de la prison de Full Sutton, à l'âge de 33 ans. Le 24 novembre 2020, plus de détails ont été révélés, l'attaque a été « soigneusement planifiée » et exécutée par Paul Fitzgerald, également emprisonné pour des crimes à caractère sexuel. On rapporte que Fitzgerald a violé Huckle avec un ustensile de cuisine, l'a étranglé avec un cordon électrique, lui a enfoncé un stylo dans le nez jusqu'à lui atteindre le cerveau. La victime a également présenté des coups au visage et aux reins, et un coup de couteau dans le cou, l'agresseur a qualifié l'acte de justice poétique,.